# Estoraque (bálsamo)
El estoraque es un tipo de bálsamo. 
Se distinguen dos clases: 
- el ámbar líquido, que se destila de Liquidambar styraciflua; y
- el estoraque ordinario que proviene del Styrax officinale, árbol más común que el que da el benjuí.

El estoraque es moreno negruzco, opaco, blando y pegajoso cuando está poco desecado. En este estado es susceptible de quebrarse aunque con alguna dificultad. Su fractura es mate y granugienta: se le falsifica a menudo con serrín de madera, cuyo fraude se conoce tratándolo con alcohol pues entonces el serrín queda sin disolverse. También se falsifica con la colofonia que lo vuelve más seco; este fraude no es fácil de reconocer. Se recibe a veces envuelto en hojas de rotal y lleva en ese caso el nombre de estoraque calamita. 
El estoraque líquido se confunde muchas veces —aunque erróneamente— con el ámbar líquido. Procede de Altingia excelsa, que crece en la India.

## Liquidambar styraciflua

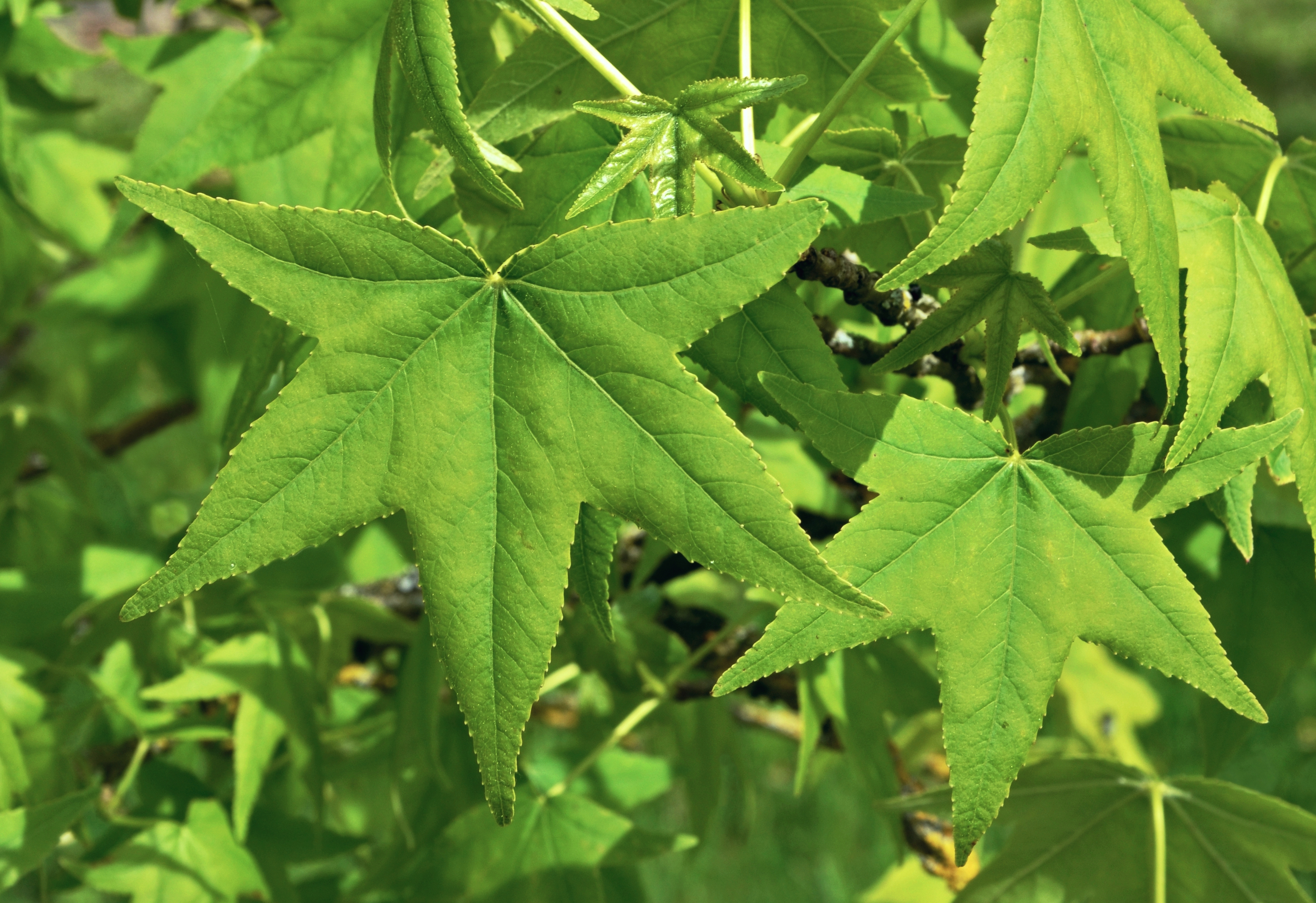
Hojas en verano
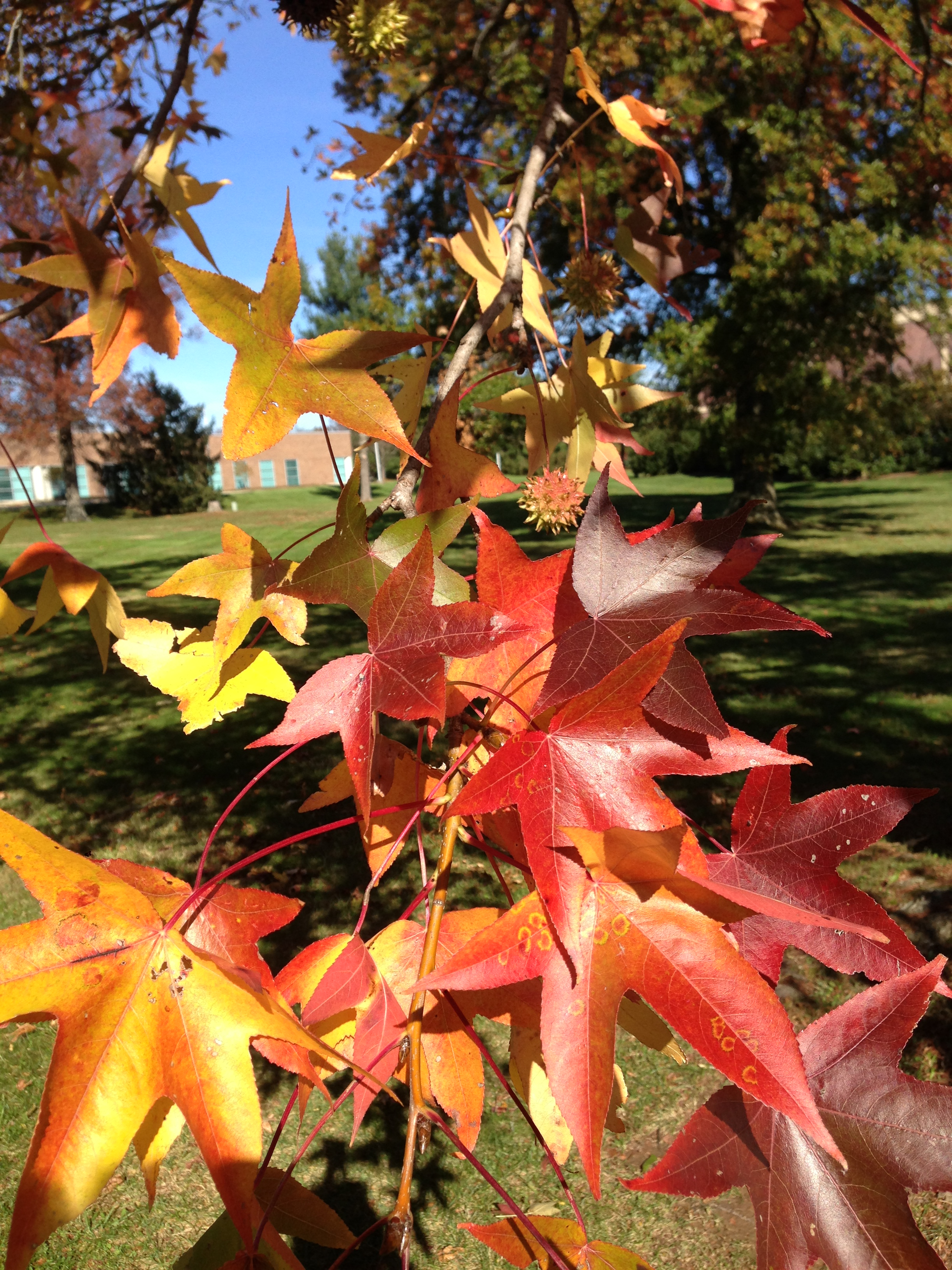
Hojas en otoño